# Верняк
«Верняк» (англ. The Sure Thing; другое название — «Абсолютно точно») — американская кинокомедия. В фильме было использовано много популярных песен, но официально саундтрек так и не был выпущен.

## Сюжет
Гибу не очень везёт в любви. В то время, пока сокурсники развлекаются направо и налево, он пытается очаровать отличницу и немного зануду Элисон. Совершенно случайно Гиб узнаёт, что она знакома с его другом из Калифорнии. Тогда он решает во что бы то ни стало отправиться на каникулы в Калифорнию в надежде сблизиться с Элисон. Неожиданно Гиб и Элисон оказываются попутчиками.
Между молодыми людьми появляются романтические отношения.

## В ролях
| Актёр                  | Роль                |
| ---------------------- | ------------------- |
| Энтони Эдвардс         | Лэнс                |
| Дафна Зунига           | Элисон Брэдбери     |
| Джон Кьюсак            | Уолтер «Гиб» Гибсон |
| Тим Роббинс            | Гэри Купер          |
| Бойд Гейнс             | Джейсон             |
| Лиза Джейн Перски      | Мэри Энн Уэбстер    |
| Вивека Линдфорс        | профессор Тауб      |
| Николетт Шеридан       | «Верняк»            |
| Марсия Кристи          | Джули               |
| Роберт Энтони Маркуччи | Бобби               |
| Оу, Джули              | Девушка в саронге   |